# Screen Test No. 1
Screen Test No. 1 (auch: Screen Test, Screen Test 1, Screen Test # 1 oder Philip´s Screen Test) ist ein Underground-Experimentalfilm von Andy Warhol. Er wurde am 23. Januar 1965 in Warhols Studio The Factory im 16-mm-Format gedreht.

## Handlung
Der Schwarz-weiß-Tonfilm zeigt in einer Länge von 70 Minuten Philip Fagan, der peinliche Fragen von Ronald Tavel aus dem Off beantworten muss. Tavel fragt ihn hartnäckig nach seinen Familienverhältnissen und nach einem Diebstahl, bei dem er erwischt wurde. Immer wieder wird er aufgefordert, seine Homosexualität einzugestehen, was er aber verweigert.

## Hintergrund
Zunächst war ein Film unter dem Titel Aging (Altern) geplant. Warhol wollte den Darsteller über sechs Jahre jeden Tag filmisch drei Minuten lang porträtieren. Fagan war zu dieser Zeit (Winter 1964/1965) der Liebhaber von Andy Warhol, mit dem er in dessen Haus in der Lexington Avenue zusammen lebte. Das Projekt kam zum Stillstand, als Fagan die Factory verließ, weil er eifersüchtig auf Gerard Malanga war. Insgesamt sind 103 Filmrollen mit seinen Porträts überliefert. Fagan hatte im Dezember 1964 in Warhols Film Harlot (1965) mitgespielt.